# Picos de Europa Nationalpark
Picos de Europa Nationalpark (spansk: Parque Nacional de Picos de Europa) er en nationalpark i bjergkæden Picos de Europa i det nordlige Spanien. Det ligger inden for tre autonome regioner, Asturien, Cantabrien og Castilien og Leon, som alle er repræsenteret i parkens organisation.

## Historie
Den var blandt de første Nationalparker i Spanien sammen med Ordesa y Monte Perdido Nationalpark i Pyrenæerne. Da den blev oprettet 22. juli 1918 omfattede den den vestlige del af den nuværende nationalpark, centreret omkring Covadonga søerne.
Parque Nacional de la Montaña de Covadonga, som den blev kaldt dengang, havde et areal 169,25 km². 30. maj 1995 blev parken udvidet til at omfatte det nuværende areal på 646,60 km².
9. juli 2003 godkendte UNESCO at nationalparken fik status af biosfærereservat. Picos de Europa er et af flere biosfærereservater i de Kantabriske bjerge som er samlet i et enkelt super-reservat kendt som "Gran Cantábrica".

## Geografi
Det samlede areal på parken er 646.60 km² og ligger i Castilien og Leon, Asturien, og Cantabrien. Det højeste punkt er toppen af Torre de Cerredo på 2.648 moh. og det laveste punkt er 75 moh. ved floden Deva, hvilket er en forskel på 2.573 meter.
De geologiske formationer i parken viser istidserosion i kalkstens-bjergmassivet der danner de Kantabriske bjerge.

## Flora og fauna
Der er mange typer skov i området med blandt andet bøg og Sten-Eg.
Der bor omkring 1300 mennesker og mange beskyttede dyr, som tjur, lammegrib (Gypaetus barbatus), den cantabriske brune bjørn og iberisk ulv (Canis lupus signatus). Det mest markante dyr i Picos de Europa er pyrenæisk gemse (Rupicapra pyrenaica) med underarten cantabrisk gemse (Rupicapra pyrenaica parva) samt spansk stenbuk (Capra pyrenaica).

## Eksterne kilder og henvisninger
1. ↑  
"Picos de Europa Biosphere Reserve, Spain". unesco.org. 2003. Arkiveret fra originalen 6. marts 2023. Hentet 21. april 2023.

- Wikimedia Commons har flere filer relateret til Picos de Europa Nationalpark
- Officielt websted fra Spanish Ministry of Environment Arkiveret 26. oktober 2016 hos  Wayback Machine
- Turistinformation  Arkiveret 12. juli 2019 hos  Wayback Machine
- iberianature.com - Engelsksproget websiteom naturen i Spanien og Portugal
- Oprettet efter ver. 159644618 på engelsk Wikipedia

43°11′51″N 4°51′06″V / 43.19750°N 4.85167°V